# Muntscha
Muntscha ist ein Stadtteil der Landgemeinde Auma-Weidatal im thüringischen Landkreis Greiz.

## Lage
Der Ort Muntscha befindet sich etwa 22 Kilometer Luftlinie westlich der Kreisstadt Greiz und drei Kilometer südlich der Kernstadt Auma und liegt an der Bundesstraße 2. Als höchste Erhebung gilt der Keitenberg  (438,5 m ü. NN) am nördlichen Rand der Gemarkung.

## Geschichte
1378 wurde es erstmals urkundlich als Monscow erwähnt. In Muntscha wurde bereits 1553 eine noch nicht urkundlich erwähnte Mühle vom Müller Knittel nach kirchlichen Unterlagen bewirtschaftet. Erst 1682 wurde die Mühle anlässlich einer Kontrolle urkundlich erstmals erwähnt. 1976 gehörte diese Mühle zur LPG Pahren. 1980/1981 brannte ein Flügel des Wirtschaftsgebäudes ab. 1992 kam die Mischfutterproduktion zum Erliegen und das Sägewerk stellte die Tätigkeit auch ein. Der Altbesitzer Heinrich Söllner erwarb die Mühle nach der Wiedervereinigung beider deutschen Staaten zurück, verkaufte sie aber weiter. Jetzt befindet sich in dem Gebäude ein Antik-Trödel-Gebrauchtwaren-Handel. Das Fachwerkgebäude weist auf die Vergangenheit einer Mühle zurück.
Am 1. Juli 1950 wurde die bis dahin eigenständige Gemeinde Zickra b. Auma eingegliedert.

## Kultur und Sehenswürdigkeiten
In der Dorfmitte steht die 1809 nach einem Brand neu erbaute Dorfkirche Muntscha, weitere Sehenswürdigkeiten sind der 1997 im Zuge der Dorferneuerung restaurierte Ortskern, die so genannte „Napoleonseiche“ auf dem Dorfplatz sowie der ehemalige Skisprunghügel Keitenberg.